# Transmeridian Air Cargo
La Transmeridian Air Cargo è stata una compagnia aerea cargo britannica attiva dal 1962 al 1979 quando si fuse con la IAS Cargo Airlines per formare la British Cargo Airlines, che tuttavia durò poco.

## Storia
La Transmeridian venne fondata sotto il nome di Trans Meridian Flying Service il 5 ottobre 1962 e iniziò le operazioni il 1º novembre 1962 con un Douglas DC-4. La compagnia aerea aveva quindi sede a Liverpool e utilizzava il DC-4 per voli merci e passeggeri. Fu acquistato un secondo DC-4 (entrambi erano ex Douglas C-54 Skymaster militari) e vennero avviati i servizi di trasporto merci per Dublino e per l'aeroporto di Parigi-Le Bourget.
All'inizio del 1965 i DC-4 furono sostituiti dal Douglas DC-7C e un anno dopo la compagnia acquistò altri due DC-7. Con l'espansione della flotta partirono i servizi di trasporto merci verso il Medio Oriente e l'Africa. Alla fine del 1967 l'azienda fu rilevata dalla Trans World Leasing e trasformata in un'operazione puramente di trasporto merci, con ciò il nome fu cambiato in Transmeridian Air Cargo.
Nel 1968 fu introdotto il Canadair CL-44 e alla fine furono incorporati nella flotta otto esemplari, tutti dotati di fusoliere posteriori oscillanti per facilitare il carico di carichi di grandi dimensioni. Fu durante questo periodo che la base operativa fu trasferita all'aeroporto di Londra Stansted. Le operazioni continuarono per tutti gli anni '70 e nel 1975 fu istituita una base a Hong Kong per i voli merci verso l'Australia.
Nel 1977 il Gruppo Trafalgar House acquistò il 90% della Transmeridian e il 15 agosto 1979 la fuse con la IAS Cargo Airlines per formare la British Cargo Airlines, che in seguito divenne HeavyLift Cargo.

## Flotta
- Douglas DC-3
- Douglas DC-4 (ex Douglas C-54 Skymaster)
- Douglas DC-7C Seven Seas
- Short Belfast
- Canadair CL-44D4-2
- Canadair CL-44-O Guppy[3]
- Douglas DC-8-54F
- Boeing 737-2B1(C)

## Incidenti
- Il 2 settembre 1977 un CL-44 (G-ATZH) operante un volo cargo non di linea da Hong Kong al Regno Unito si schiantò durante la partenza dall'aeroporto di Hong Kong. Tutti e quattro i membri dell'equipaggio rimasero uccisi. La causa era dovuta a una perdita di controllo dopo che l'ala esterna destra e il motore numero 4 si erano staccati dall'aereo a seguito di un incendio al motore.[4]